# Georg Kremnitz
Georg Kremnitz (Ellwangen, Baden-Württemberg, 3 de juny de 1945) és un lingüista alemany. Estudià romanística a les universitats de Göttingen, Montpeller i Tübingen i posteriorment ha estat professor a les universitats de Münster i de Viena.
Ha dedicat una llarga sèrie de treballs a temes de sociolingüística i història de la llengua occitana: Versuche zur Kodifizierung des Okzitanischen ['Assaig de codificació de l'occità'] (1974), Das Okzitanische ['L'occità'] (1981) i Entfremdung, Selbsbefreiung und Norm ['Alienació, autoalliberament i norma'] (1982), entre d'altres. Les seves recerques s'han orientat també cap al català i el crioll de Martinica: Sprachen im Konflikt, Theorie und Praxis der katalanischen Soziolinguistik (1979) ['Llengües en conflicte, teoria i pràctica de la sociolingüística catalana'].
El 2012 rebé el Premi Internacional Ramon Llull. Des de 2014 és membre corresponent de l'Institut d'Estudis Catalans. El 2017 rebé el Prèmi Robèrt Lafont.